# Var skall min själ få rätta ord
Var skall min själ få rätta ord är en psalm med text skriven 1738 av Charles Wesley och musik skriven 1872 av Samuel Sebastian Wesley. Texten översattes till svenska 1944 av Arne Widegård.

## Publicerad i
- Psalmer och Sånger 1987 som nr 614 under rubriken "Att leva av tro - Skuld - förlåtelse".[1]